# Euplectromorpha clavata
Euplectromorpha clavata is een vliesvleugelig insect uit de familie Eulophidae. De wetenschappelijke naam is voor het eerst geldig gepubliceerd in 1963 door Lin.